# Enchyträen
Enchyträen (Enchytraeidae) sind eine artenreiche Familie aus der Unterklasse der Wenigborster. Untergeordnet sind sie der Klasse Gürtelwürmer (Clitellata) im Stamm der Ringelwürmer (Annelida).
Gemeinsam mit Asseln, Springschwänzen und ihren Verwandten, den Regenwürmern, sind sie Teil der wichtigsten Destruenten der organischen Substanz im Boden.

## Merkmale
Ausgewachsene Enchyträen haben je nach Art eine Körperlänge zwischen fünf und 30 mm. Die Körper der Tiere sind langgestreckt mit einem runden Querschnitt. Enchyträen sind kaum pigmentiert. Ihre Färbung kann weiß, gelblich, farblos und durchsichtig sein, so dass ihr Darminhalt durchscheint. Auch das Blut der meisten Enchyträen ist farblos. An den gleichmäßigen Körpersegmenten und dem Vorhandensein des Gürtels (Clitellum) zeigt sich ihre Verwandtschaft mit den Regenwürmern. Je nach Art, und innerhalb der Arten, unterscheidet sich die Anzahl der Segmente. Bei einem erwachsenen Tier können auf das erste, borstenlose Segment (Peristomium) weniger als 20, aber auch über 70 Borstensegmente folgen. Jedes Borstensegment ist mit je zwei dorsolateralen (rückenseitigen) und zwei ventrolateralen (bauchseitigen) Borstenbündeln aus zwei bis sechs beweglichen Borsten ausgestattet. Der Gürtel (s. Kap. Fortpflanzung) umgibt die Segmente XII und XIII. Enchyträen sind fast ausschließlich Zwitter. Die männliche Geschlechtsöffnung befindet sich in Segment XII und die weibliche folgt direkt dahinter. Die Samentasche befindet sich in Segment V.
Oberschlundganglion und Bauchmark bilden das Strickleiternervensystem.
Die Enchyträen haben ein recht einfach gebautes geschlossenes Blutgefäßsystem. Um den Darm herum erstreckt sich ein wohl entwickelter Darmblutsinus, von dem mehr oder weniger im Bereich des Clitellums das Rückengefäß in Richtung nach vorn abgeht. In Höhe des Oberschlundganglions teilt es sich in zwei Äste, die sich unter dem Darm zu einem ganz nach hinten führenden Bauchgefäß vereinigen. Dieses mündet am Ende des Ringelwurms wieder in den Darmblutsinus. In den Segmenten vor dem Clitellum gibt es zwischen Bauch- und Brustgefäß zusätzliche Verbindungsgefäße. Der Ausgangspunkt des Rückengefäßes im Bereich des Clitellums kann je nach Art variieren und deshalb zur Artbestimmung dienen. Das muskulöse Rückengefäß pulsiert deutlich sichtbar, so dass seine Länge in lebenden, durchsichtigen Enchyträen gut erkennbar ist. Es hat also Herzfunktion und sorgt somit für die Zirkulation des Bluts. In den Gattungen Henlea, Achaeta und Buchholzia ist das Rückengefäß in den Segmenten nahe dem Ausgangspunkt mehrfach herzartig muskulös erweitert. Der Ausgangspunkt liegt je nach Art hinter dem Clitellum, wobei seine Lage um 3 bis 5 Segmente variieren kann, oder in genau einem Segment der Clitellarregion (12. bis 13. Segment) oder vor dem Clitellum. Ein Großteil der Enchyträen hat farbloses Blut; bei einigen Arten insbesondere der Gattung Lumbricillus ist es blassgelb oder hellrot.

## Lebensweise

### Verbreitung und Lebensraum
Mit Ausnahme der Antarktis sind Enchyträen weltweit verbreitet. Einige Arten wurden durch internationale Transporte in weite Regionen verschleppt, so dass dieselbe Art heute in mehreren Kontinenten vorkommen kann. Da die Haut der Enchyträen von einem feuchten Film umgeben sein muss, sind die Tiere auf das Vorhandensein von Wasser in ihrem Lebensraum angewiesen. Man findet Enchyträen in Oberflächengewässern und Pfützen, und selbst in den in Mitteleuropa seltenen Phytothelmen (Wasseransammlungen z. B. in Astgabeln und Baumstammhohlräumen) und auf der umgebenden Rindenoberfläche, aber auch im Meer und im Sand der Meeresküsten. Der Lebensraum der meisten Arten und Individuen ist allerdings terrestrisch: In den oberen Schichten feuchter Wiesen-, Acker- und Waldböden. Sie siedeln auch bei Trockenheit selten tiefer als 36 cm. Hier leben sie im Wasser der Bodenkapillare. Im Oberboden findet man durchschnittlich zwischen 5.000 und 100.000 Individuen pro m². In englischen Moorböden erreichen Enchyträen mit 130.000 bis 290.000 Individuen pro m² die höchste Siedlungsdichte. Diese Massenvorkommen werden von nur wenigen Arten gebildet – größeren Artenreichtum und weniger Individuen findet man in schwach sauren oder auch kalkreichen Böden, doch sie können sich in solchen Gebieten stark vermehren, wo Regenwürmer nur in geringer Anzahl vorkommen: In sauren Böden und bei starker landwirtschaftlicher Nutzung. Im Garten findet man in Komposthaufen eine hohe Siedlungsdichte von Enchyträen.

### Fortpflanzung und Entwicklung
Der namensgebende Gürtel (Clitellum) der Gürtelwürmer bildet sich erst bei den geschlechtsreifen Tieren. Hier befindet sich der Penisbulbus und die Eizellen reifen. Außerdem wird aus Drüsenzellen des Gürtels der Eikokon und Kokonflüssigkeit gebildet.
Bis auf wenige Ausnahmen sind Enchyträen Zwitter, die sich wechselseitig befruchten. Dabei legen sich zwei Tiere in entgegengesetzter Richtung ventral aneinander, so dass jeweils das fünfte und das zwölfte Segment zusammentreffen. Durch Änderung des Drucks der Coelomflüssigkeit stülpen die Tiere ihren Penisbulbus aus und platzieren ihn in der Öffnung der Spermathek (Receptaculum seminis) des Partners. Hier wird das Sperma bis zur Befruchtung, die außerhalb des Körpers stattfindet, gespeichert. Durch oberflächliche Muskeln wird der Penis nach der Kopulation wieder eingezogen. Da Enchyträen bilateral organisiert sind, sind alle Geschlechtsorgane paarig im selben Segment vorhanden.
Bis zur Eiablage können mehrere Tage vergehen. Währenddessen wird durch den Gürtel die Kokonhülle gebildet und eine oder mehrere dotterreiche Eizellen eingebracht. Das Clitellum ist nun deutlich verdickt. Ist der Kokon für die Befruchtung präpariert, kriecht der Enchyträus mit peristaltischen Bewegungen „rückwärts“ hindurch wie durch einen Reifen, bis der Kokon auf Höhe der Spermathekenöffnung zu liegen kommt. Nun gelangt das gespeicherte Sperma in das Innere des Eikokons, woraufhin sich das Tier zum vorderen Ende hin vollständig daraus zurückzieht. Sofort verschließen sich die beiden Öffnungen des Kokon„reifens“, so dass er die typische Zitronenform des Eikokons annimmt. Abschließend belegt der Enchyträus den Eikokon mit Erdpartikeln. Es wird angenommen, dass diese Behandlung den Kokon vor dem Austrocknen bewahren soll. In der Zeit ihrer größten Fruchtbarkeit setzen Enchyträen fast jeden Tag einen Eikokon ab. Bei 21 °C vergehen bis zum Schlupf der Jungtiere etwa neun Tage. Nach weiteren acht Tagen sind Enchyträen geschlechtsreif. Direkt nach dem Schlüpfen haben Enchyträen nur 17 bis 21 Segmente und wachsen mindestens bis zum Einsetzen der Geschlechtsreife. Die Lebenserwartung von Enchyträen beträgt unter Laborbedingungen je nach Art ca. 100 Tage bis zu über einem Jahr.
Bei wenigen Enchyträenarten findet ungeschlechtliche Vermehrung statt. Enchytraeus fragmentosus kommt ohne Geschlechtsorgane und Gürtel aus und vermehrt sich nach derzeitigem Wissen ausschließlich ungeschlechtlich: Das ausgewachsene Tier zerfällt in Teilstücke von meist fünf Segmenten. Diese entwickeln sich innerhalb von 10 Tagen zu einem vollständigen Tier.

### Ernährung
Enchyträen ernähren sich vorwiegend saprophag. Sie nehmen mit ihrer Mundpore verrottendes Material meist pflanzlichen Ursprungs (Detritus) zusammen mit der daran haftenden Mikroflora – Bakterien, Pilze und Einzeller – auf. Anders als Regenwürmer vermeiden terrestrisch lebende Enchyträen dabei die mineralischen Bodenbestandteile, tragen also nicht zur Bildung von Ton-Humus-Komplexen bei, sondern produzieren Moderhumus.
Der Schlund der Enchyträen ist ausstülpbar. Zur Nahrungsaufnahme wird er auf Nahrungspartikel gedrückt, die daran haften bleiben, und anschließend wieder eingezogen.

## Bedeutung für den Menschen
- Humus- und Kompostbildner: Durch ihre zersetzende Nahrungsweise leisten Enchyträen einen wichtigen Beitrag zur Humusbildung und damit zur Erhaltung der Bodenfruchtbarkeit an eher bodensauren Standorten.
- Aquaristik: Zucht von Enchyträen – vor allem Enchytraeus albidus – als wertvolles Lebendfutter für Zierfische; vor allem am Boden lebende Arten (Welse, Schmerlen). Wegen des hohen Nährstoffgehalts sollten Enchyträen aber nicht die vornehmliche Nahrung der Fische darstellen.
- Bioindikatoren: Im „Enchyträen-Test“ nach Westheide und Bethke-Beilfuss werden die Tiere als Testorganismen für Umweltgifte eingesetzt.
- Schädlinge: Bei Mangel an geeigneteren Nahrungsquellen schädigen Enchyträen feine Wurzeln von Topfpflanzen.

## Systematik
Schwestergruppe der Enchytraeidae ist nach neueren Analysen die kleine und artenarme Familie Propappidae, deren einzige Gattung Propappus früher als zu den Enchytraeidae gehörig betrachtet worden war. Beide werden seit 2021, nach einem etwas älteren Vorschlag, in einer Ordnung Enchytraeida vereinigt. Frühere Vorschläge, etwa der auf Ralph O. Brinkhurst zurückgehende Ansatz, fast alle Oligochaeten außerhalb der Regenwürmer im weiteren Sinne (Crassiclitellata) in einer Ordnung Haplotaxida zu vereinen, oder sein späterer Vorschlag, sie der Ordnung Tubificida zuzuschlagen, wurden von späteren Untersuchungen nicht bestätigt.
Weltweit sind mindestens 650 Arten beschrieben, in Mitteleuropa kommen 200 bis 300 vor. Häufig unterscheidet sich ihr Körperbau so geringfügig, dass eine genaue Bestimmung nur mikroskopisch z. B. anhand der Spermien durchgeführt werden kann. Demzufolge existieren taxonomische Unsicherheiten, so dass Arten möglicherweise mehrfach unter verschiedenen Synonymen beschrieben sind oder man Individuen einer anderen, sehr ähnlichen Art zuordnete.

### Gattungen und Arten (Auswahl)
- Achaeta Vejdovský 1878
- Bryodrilus Ude 1892
  - Bryodrilus ehlersi
- Buchholzia Michaelsen 1886
- Cernosvitoviella Nielsen & Christensen 1959
- Cognettia Nielsen & Christensen 1959
- Enchylea Nielsen & Christensen 1963
- Enchytraeus Henle 1837
  - Enchytraeus albidus
  - Enchytraeus crypticus
  - Enchytraeus fragmentosus
- Enchytronia Nielsen & Christensen 1959
- Fridericia Michaelsen 1889
- Guaranidrilus Cernosvitov 1937
- Hemienchytraeus Cernosvitov 1935
- Hemifridericia Nielsen & Christensen 1959
- Henlea Michaelsen 1889
- Lumbricillus Ørsted 1844
  - Lumbricillus lineatus
- Marionina Michaelsen 1889
- Mesenchytraeus Eisen 1878
  - Mesenchytraeus solifugus
- Oconnorella Rota 1995
- Stercutus Michaelsen 1888
- Timmodrilus Dózsa-Farkas 1997